# 湖城 (堪薩斯州)
湖城（英語：Lake City）是位於美國堪薩斯州巴伯縣的一個非建制地區。該地共人口47人。

## 地理
湖城所處的海拔為高於海平面491米（即1611英呎），而該地所採用的時區為UTC-6，即北美中部時區（CST）。同時該地設有夏令時間，為UTC-6調快一小時，即UTC-5（CDT）。